# Zuunnast Gankhishig
Zuunnast Gankhishig (mongolisch Зүүннаст Ганхишиг, * 6. September 1994) ist eine mongolische Leichtathletin, die sich auf den Mittelstreckenlauf spezialisiert hat.

## Sportliche Laufbahn
Erste Erfahrungen bei internationalen Meisterschaften sammelte Zuunnast Gankhishig im Jahr 2023, als sie bei den Asienspielen in Hangzhou mit 2:12,75 min in der Vorrunde im 800-Meter-Lauf ausschied und mit der mongolischen 4-mal-400-Meter-Staffel in 3:52,33 min den siebten Platz belegte.
2022 wurde Gankhishig mongolische Meisterin im 800-Meter-Lauf.

## Persönliche Bestzeiten
- 800 Meter: 2:12,75 min, 3. Oktober 2023 in Hangzhou